# Cataldo
Cataldo  è un nome proprio di persona italiano maschile.

## Varianti
- Maschili: Catoaldo[1]
  - Alterati: Cataldino[4]
  - Ipocoristici: Dino, Aldo
- Femminili: Catalda[2][3][4]
  - Alterati: Cataldina[4]

### Varianti in altre lingue
- Catalano: Catald[5]
- Irlandese: Cathal[6], Cahal[6]
- Irlandese antico: Cathal[7], Cathlarm[3], Cathalarm[2]
- Latino: Cataldus, Catoaldus[1]
- Spagnolo: Cataldo[5]

## Origine e diffusione

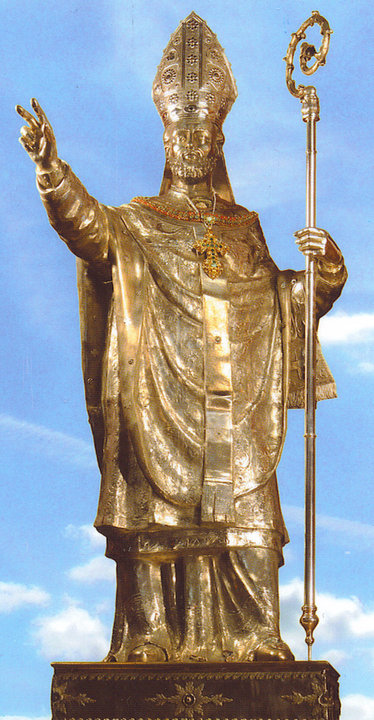
Statua di san Cataldo presso la Cattedrale di San Cataldo a Taranto

L'origine del nome è dibattuta; secondo alcune fonti, è da ricollegare al nome irlandese Cathal o Cathlarm, composto dagli elementi gaelici cath ("battaglia") e val ("dominio", "regno"); tale nome viene anglicizzato come Cahal, e in passato veniva reso anche utilizzando il nome Carol. Cathal/Cathlarm sarebbe poi mutato in Cathald per associazione col termine germanico ald ("anziano", "saggio"). 
Va peraltro notato che a volte al nome vengono date origini germaniche, dai termini hatu ("battaglia") e wald ("potente", "dominare"), entrambi del resto imparentati con quelli gaelici. In tutti e due i casi, il significato viene interpretato come "valoroso in battaglia", "prode in combattimento", "potente in guerra" e altre formulazioni analoghe. Ulteriori ipotesi lo accostano al nome Gaidoaldo (dal germanico Gaidoald o Gaidald, latinizzato in Gaidoaldus, composto da gaid, "desiderio", e wald, "dominio", "governo", "potere", "regno").
La diffusione del nome è legata al culto di san Cataldo, vescovo e patrono di Taranto e della sua arcidiocesi e di molti altri centri dell'Italia meridionale, dove risulta infatti maggiormente accentrato, specialmente in Puglia e in Sicilia.

## Onomastico
L'onomastico è festeggiato il 10 maggio in ricordo di san Cataldo, vescovo di Taranto.

## Persone
- Cataldo, vescovo cattolico e santo irlandese
- Cataldo Agostinelli, matematico italiano
- Cataldo Amodei, compositore italiano
- Cataldo Baglio, detto Aldo, comico e attore italiano del trio Aldo, Giovanni e Giacomo
- Cataldo Cassano, politico italiano
- Cataldo Gambino, calciatore italiano
- Cataldo Grammatico, politico e poeta italiano
- Cataldo Innato, karateka e maestro di karate italiano
- Cataldo Jannelli, presbitero, filosofo e archeologo italiano
- Cataldo Antonio Mannarino, poeta e storico italiano
- Cataldo Montesanto, calciatore italiano
- Cataldo Naro, arcivescovo cattolico italiano
- Cataldo Nitti, politico italiano
- Cataldo Salerno, psicologo e politico e accademico
- Cataldo Siculo, scrittore e politico italiano
- Cataldo Spitale, calciatore argentino
- Cataldo Tandoy, poliziotto italiano

### Variante Cathal
- Cathal Crobdearg Ua Conchobair, re del Connacht
- Cathal Cú-cen-máthair mac Cathaíl, re del Munster
- Cathal Muckian, calciatore irlandese

### Variante Cahal
- Cahal Brendan Daly, cardinale e arcivescovo cattolico irlandese